# Jesper Grønkjær
Jesper Grønkjær (født 12. august 1977 i Nuuk) er en tidligere professionel fodboldspiller fra Danmark, der i dag arbejder som ekspert på tv.
Han debuterede på landsholdet i 1999, og spillede siden 80 landskampe og scorede 5 mål. Han har blandt andet deltaget i VM-slutrunderne i 2002 og 2010, samt EM-slutrunderne i 2000 og 2004. Efter VM-slutrunden 2010, meldte Jesper Grønkjær ud, at han stoppede på det danske landshold. Før den sidste superligakamp i forårssæsonen 2011 meldte Grønkjær ud, at han også indstillede sin klubkarriere.
Jesper Grønkjær startede sin fodboldkarriere i hjembyen Thisted, hvor han som ynglingespiller skiftede til AaB. Kort efter sit skifte i 1995 fik han debut, som 17-årig, på AaB's førstehold i en Super Cup-kamp mod FC København. I 1998 skiftede han til den Hollandske storklub Ajax Amsterdam og nåede 75 kampe for klubben, inden Engelske Chelsea FC købte ham fri for en rekordhøj transferpris på 140 millioner kroner i 2000. Frem til 2004 spillede han 88 ligakampe kampe for den Engelske storklub. Siden da er turen gået over Birmingham City og Atlético Madrid, hvor han et år senere skiftede til Tyske VfB Stuttgart. Efter 8 år i udlandet vendte han i sommeren 2006 tilbage til Superligaen FC København, hvor han spillede i 5 sæsoner indtil hans karrierestop i 2011.
Fra 2011 til 2022 var han vært på tv-programmet Onside på TV3+.
I 2016 blev han en del af amatørfodboldholdet FC Græsrødderne.

## Hæder

### Klub
AFC Ajax
- KNVB Cup: 1998–99

F.C. København
- Superligaen: 2006–07, 2008–09, 2009–10, 2010–11
- DBU Pokalen: 2008–09

### Individuelt
- Året U18 talent i 1995
- Årets spiller U/19: 1995
- Tipsbladets Årets spiller: 2006–07
- Tipsbladets Årets profil i efteråret: 2007
- Superligaen - Årets spiller: 2007